# Muratpaşa Belediyesi Sigorta Shop Spor Kulübü 2023-2024
Questa voce raccoglie le informazioni riguardanti il Muratpaşa Belediyesi Sigorta Shop Spor Kulübü nelle competizioni ufficiali della stagione 2023-2024.

## Stagione
Il Muratpaşa Belediyesi Sigorta Shop Spor Kulübü non utilizza alcuna denominazione sponsorizzata nella stagione 2023-24.
Ottiene un ottavo posto nella regular season di Sultanlar Ligi, accedendo ai play-off per il quinto posto, dove viene sconfitto in semifinale dal Kuzeyboru, andando poi a perdere anche la finale per il settimo posto contro il Nilüfer. In Coppa di Turchia, invece, non va oltre la fase a gironi.

## Organigramma societario
Area direttiva
- Presidente: Aydın Kaya

Area tecnica
- Allenatore: Gökhan Çokşen (fino a febbraio), Gökhan Durmaz (da febbraio)
- Allenatore in seconda: Uğur Devrim
- Scoutman: Tunahan Bayraktar

## Rosa
| N° | Nome              | Ruolo | Data di nascita   | Nazionalità sportiva |
| -- | ----------------- | ----- | ----------------- | -------------------- |
| 1  | Ceren Karagöl     | C     | 11 marzo 1997     | Turchia              |
| 2  | Işıl Kartalkanat  | C     | 4 febbraio 1991   | Turchia              |
| 3  | Merve İzbilir     | L     | 1º dicembre 1997  | Turchia              |
| 5  | Ecem Şahin        | C     | 19 maggio 1992    | Turchia              |
| 5  | Aybüke Güldenoğlu | O     | 17 gennaio 2002   | Turchia              |
| 6  | Derya Çayırgan    | L     | 9 ottobre 1987    | Turchia              |
| 7  | Micaya White      | S     | 20 settembre 1998 | Stati Uniti          |
| 9  | Burcu Yönder      | P     | 19 gennaio 1997   | Turchia              |
| 10 | Buket Yılmaz      | S     | 19 gennaio 1994   | Turchia              |
| 11 | Aslıhan Kılıç     | P     | 21 aprile 1998    | Turchia              |
| 12 | Anastasia Guerra  | S     | 15 ottobre 1996   | Italia               |
| 13 | Aybüke Özdemir    | C     | 15 giugno 1996    | Turchia              |
| 16 | Stephanie Samedy  | O     | 27 settembre 1998 | Stati Uniti          |
| 17 | Eylül Öntaş       | L     | 26 gennaio 2005   | Turchia              |
| 18 | Burcu Şentürk     | P     | 1º febbraio 1994  | Turchia              |
| 19 | Hande Korkut      | C     | 28 ottobre 1990   | Turchia              |
| 21 | Hanife Özaydinli  | C     | 1º novembre 2002  | Turchia              |
| 23 | Marina Markova    | S     | 27 gennaio 2001   | Russia               |

## Statistiche

### Statistiche di squadra
| Competizione     | Punti | In casa | In casa | In casa | In trasferta | In trasferta | In trasferta | Totale | Totale | Totale |
| Competizione     | Punti | G       | V       | P       | G            | V            | P            | G      | V      | P      |
| ---------------- | ----- | ------- | ------- | ------- | ------------ | ------------ | ------------ | ------ | ------ | ------ |
| Sultanlar Ligi   | 32    | 15      | 7       | 8       | 15           | 4            | 11           | 30     | 11     | 19     |
| Coppa di Turchia | 3     | -       | -       | -       | -            | -            | -            | 2      | 1      | 1      |
| Totale           | -     | 15      | 7       | 8       | 15           | 4            | 11           | 32     | 12     | 20     |

G = partite giocate; V = partite vinte; P = partite perse

### Statistiche dei giocatori
| Giocatrice     | Campionato | Campionato | Campionato | Campionato | Campionato | Coppa di Turchia | Coppa di Turchia | Coppa di Turchia | Coppa di Turchia | Coppa di Turchia | Totale | Totale | Totale | Totale | Totale |
| Giocatrice     | P          | PT         | AV         | MV         | BV         | P                | PT               | AV               | MV               | BV               | P      | PT     | AV     | MV     | BV     |
| -------------- | ---------- | ---------- | ---------- | ---------- | ---------- | ---------------- | ---------------- | ---------------- | ---------------- | ---------------- | ------ | ------ | ------ | ------ | ------ |
| D. Çayırgan    | 27         | 2          | 1          | 1          | 0          | 1                | 1                | 1                | 0                | 0                | 28     | 3      | 2      | 1      | 0      |
| A. Guerra      | 19         | 203        | 176        | 19         | 8          | 0                | 0                | 0                | 0                | 0                | 19     | 203    | 176    | 19     | 8      |
| A. Güldenoğlu  | 5          | 12         | 10         | 1          | 1          | -                | -                | -                | -                | -                | 5      | 12     | 10     | 1      | 1      |
| M. İzbilir     | 14         | 1          | 1          | 0          | 0          | 2                | 0                | 0                | 0                | 0                | 16     | 1      | 1      | 0      | 0      |
| C. Karagöl     | 30         | 177        | 96         | 54         | 27         | 2                | 15               | 5                | 7                | 3                | 32     | 192    | 101    | 61     | 30     |
| I. Kartalkanat | 0          | 0          | 0          | 0          | 0          | -                | -                | -                | -                | -                | 0      | 0      | 0      | 0      | 0      |
| A. Kılıç       | 29         | 80         | 23         | 18         | 39         | 2                | 10               | 1                | 2                | 7                | 31     | 90     | 24     | 20     | 46     |
| H. Korkut      | 29         | 97         | 51         | 38         | 8          | 1                | 3                | 2                | 0                | 1                | 30     | 100    | 53     | 38     | 9      |
| M. Markova     | 19         | 411        | 359        | 25         | 27         | 2                | 68               | 58               | 4                | 6                | 21     | 479    | 417    | 29     | 33     |
| E. Öntaş       | 5          | 0          | 0          | 0          | 0          | -                | -                | -                | -                | -                | 5      | 0      | 0      | 0      | 0      |
| H. Özaydinli   | 3          | 2          | 2          | 0          | 0          | 1                | 4                | 3                | 1                | 0                | 4      | 6      | 5      | 1      | 0      |
| A. Özdemir     | 4          | 4          | 2          | 1          | 1          | -                | -                | -                | -                | -                | 4      | 4      | 2      | 1      | 1      |
| E. Şahin       | 0          | 0          | 0          | 0          | 0          | 0                | 0                | 0                | 0                | 0                | 0      | 0      | 0      | 0      | 0      |
| S. Samedy      | 30         | 460        | 426        | 18         | 16         | 2                | 32               | 30               | 1                | 1                | 32     | 492    | 456    | 19     | 17     |
| B. Şentürk     | 8          | 4          | 2          | 2          | 0          | 2                | 0                | 0                | 0                | 0                | 10     | 4      | 2      | 2      | 0      |
| M. White       | 28         | 289        | 247        | 19         | 23         | 2                | 32               | 26               | 1                | 5                | 30     | 321    | 273    | 20     | 28     |
| B. Yılmaz      | 20         | 15         | 11         | 1          | 3          | 1                | 1                | 0                | 0                | 1                | 21     | 16     | 11     | 1      | 4      |
| B. Yönder      | 9          | 3          | 0          | 0          | 3          | -                | -                | -                | -                | -                | 9      | 3      | 0      | 0      | 3      |

P = presenze; PT = punti totali; AV = attacchi vincenti; MV = muri vincenti; BV = battute vincenti